# Erateina trialbata
Erateina trialbata là một loài bướm đêm trong họ Geometridae.